# Centre-Est tunisien
Le Centre-Est tunisien (arabe : الوسط الشرقي) est une région du centre de la Tunisie.

## Géographie
La région Centre-Est regroupe administrativement quatre gouvernorats, ceux de Sousse, de Monastir, de Mahdia et de Sfax.